# Every Picture Tells a Story
Every Picture Tells a Story je třetí album Roda Stewarta.

## Seznam skladeb

### Strana 1
1. „Every Picture Tells a Story“ (Rod Stewart, Ronnie Wood) – 6:01
2. „Seems Like a Long Time“ (Theodore Anderson) – 4:02
3. „That's All Right“ (Arthur Crudup) – 3:59
4. „Amazing Grace“ (tradiční, aranže Stewart) – 2:03
5. „Tomorrow Is a Long Time“ (Bob Dylan) – 3:43

### Strana 2
1. "Henry" (Martin Quittenton) – 0:32
2. „Maggie May“ (Stewart, Quittenton) – 5:16
3. „Mandolin Wind“ (Stewart) – 5:33
4. „(I Know) I'm Losing You“ (Norman Whitfield, Eddie Holland, Cornelius Grant) – 5:23
5. „Reason to Believe“ (Tim Hardin) – 4:06

## Obsazení
- Rod Stewart – hlavní vokály, akustická kytara
- Ronnie Wood – elektrická kytara, dvanáctistrunná kytara, slide guitar, pedálová steelkytara, baskytara
- Martell Brandy – akustická kytara
- Sam Mitchell – rezonanční kytara
- Martin Quittenton – klasická kytara
- Pete Sears – klavír, celesta
- Micky Waller – bicí
- Ian McLagan – varhany, klavír v „(I Know) I'm Losing You“
- Danny Thompson – kontrabas
- Andy Pyle – baskytara
- Dick Powell – housle
- Long John Baldry – zpěv v „Every Picture Tells a Story“
- Maggie Bell – zpěv v „Every Picture Tells a Story“
- Madeline Bell and friends (Mateus Rose, John Baldry) – zpěv v „Seems Like a Long Time“
- Lindsay Raymond Jackson („the mandolin player in Lindisfarne“) – mandolína
- Kenney Jones – bicí v „(I Know) I'm Losing You“
- Ronnie Lane – baskytara a doprovodné vokály v „(I Know) I'm Losing You“